# Colonia estiva di Saint-Cergues les Voirons

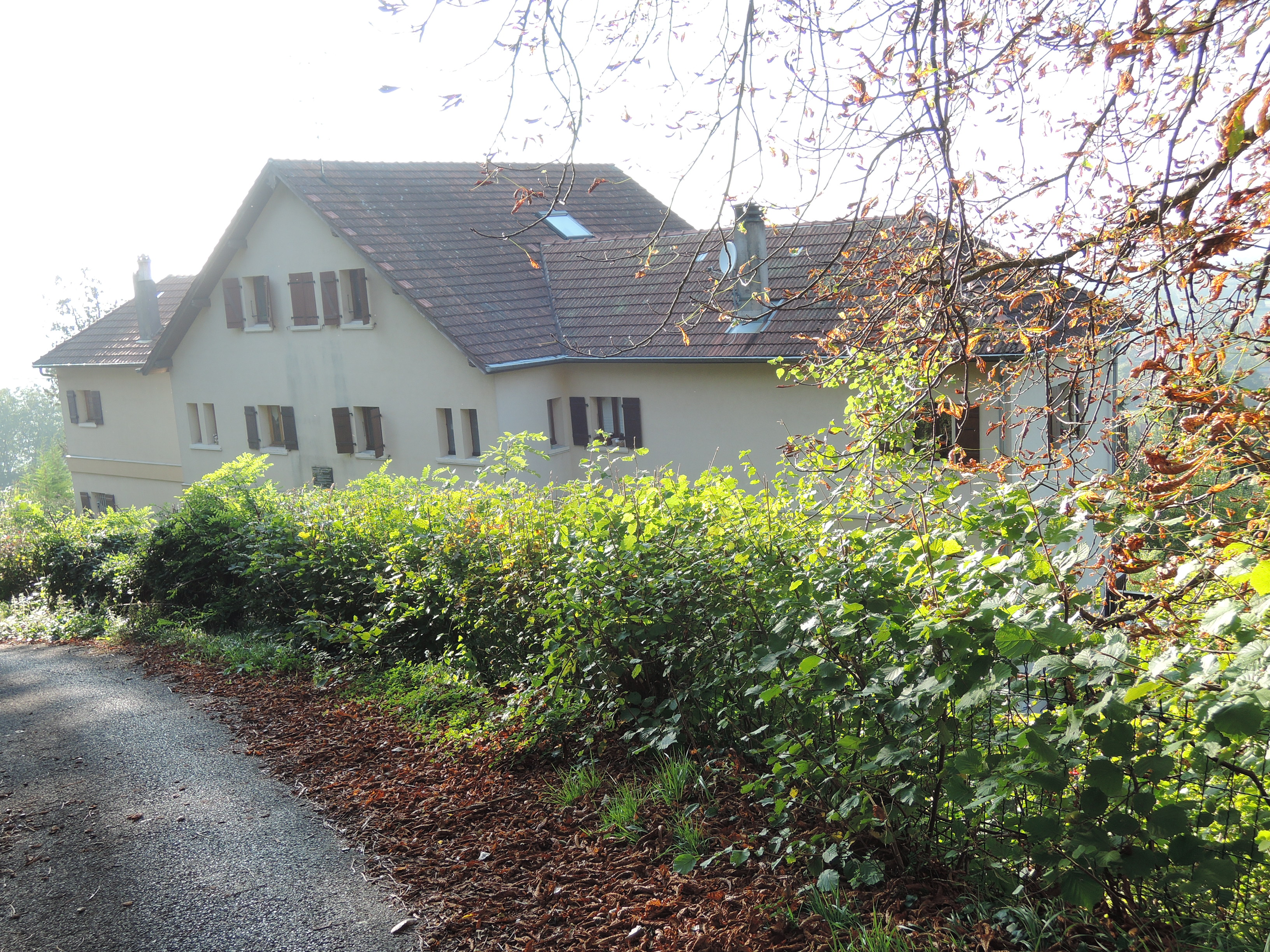
Ehemaliges Ferienheim in Saint-Cergues les Voirons (Okt. 2014)

Die Colonia estiva di Saint-Cergues les Voirons war ein Ferienheim für die Kinder antifaschistischer Emigranten, die im französischen Departement Haute-Savoie und in der Schweiz ansässig waren.
Im Jahre 1933 wurde in Saint-Cergues-les Voirons (Haute-Savoie), nur wenige Kilometer von der Schweiz entfernt, ein Ferienheim für die Kinder antifaschistischer Emigranten in Genf und in Hochsavoyen eingeweiht, mit dem Ziel, die italienische Jugend der Beeinflussung durch die Organe des faschistischen Regimes im Ausland zu entziehen. Von 1933 bis 1939 stand das Ferienheim unter italienischer Leitung und nahm mehrheitlich italienische, während des Spanischen Bürgerkriegs auch spanische Kinder auf. Wegen ihrer besonderen Entstehungsgeschichte gilt diese Institution als einzigartige Errungenschaft des italienischen Antifaschismus im Ausland.

## Antifaschisten in Genf und in Hochsavoyen
Schon vor der Etablierung der faschistischen Diktatur in Italien lebten in Genf und im benachbarten Hochsavoyen viele Italiener. Nach 1922 setzte die politische Emigration ein, wobei sich in den folgenden Jahren viele Flüchtlinge in und um Genf niederliessen, z. B. der Journalist Carlo A Prato (Annemasse), der Universitätsprofessor Guglielmo Ferrero (Genf), der Republikaner Giuseppe Biasini (Annemasse), der Jurist Egidio Reale (Genf). In zunehmendem Masse, wie das Regime bestrebt war, über die diplomatischen und konsularischen, die wirtschaftlichen und kulturellen Vertretungen des Königreich Italiens im Ausland politischen Einfluss auszuüben und bestehende Institutionen zu kontrollieren, entstanden im Laufe der Jahre politisch und kulturell autonome, antifaschistisch geprägte Institutionen und Initiativen.

## Regimepropaganda bei Kindern und Jugendlichen
Die Opposition gegen das faschistische Regime äußerte sich auf vielfältige Weise, z. B. indem man den neu angekommenen Antifaschisten half, eine Beschäftigung zu finden. Dokumente wurden beschafft, und man intervenierte bei den Behörden, um Ausweisungsverfügungen rückgängig zu machen. Es fanden Feste, Vortragsabende und Gedenkveranstaltungen statt, und Druckschriften, Zeitungen und Flugblätter wurden herausgegeben. Für die Opfer der politischen Verfolgung, für Inhaftierte oder deren Frauen, wurden Kollekten durchgeführt.
Besonderes Augenmerk galt der Jugend, den Kindern der Antifaschisten, die es der Regimepropaganda zu entziehen galt; sie sollten nicht auf die Angebote des faschistischen Regimes zurückgreifen müssen.

## Entstehung derColonia estiva di Saint-Cergues les Voirons

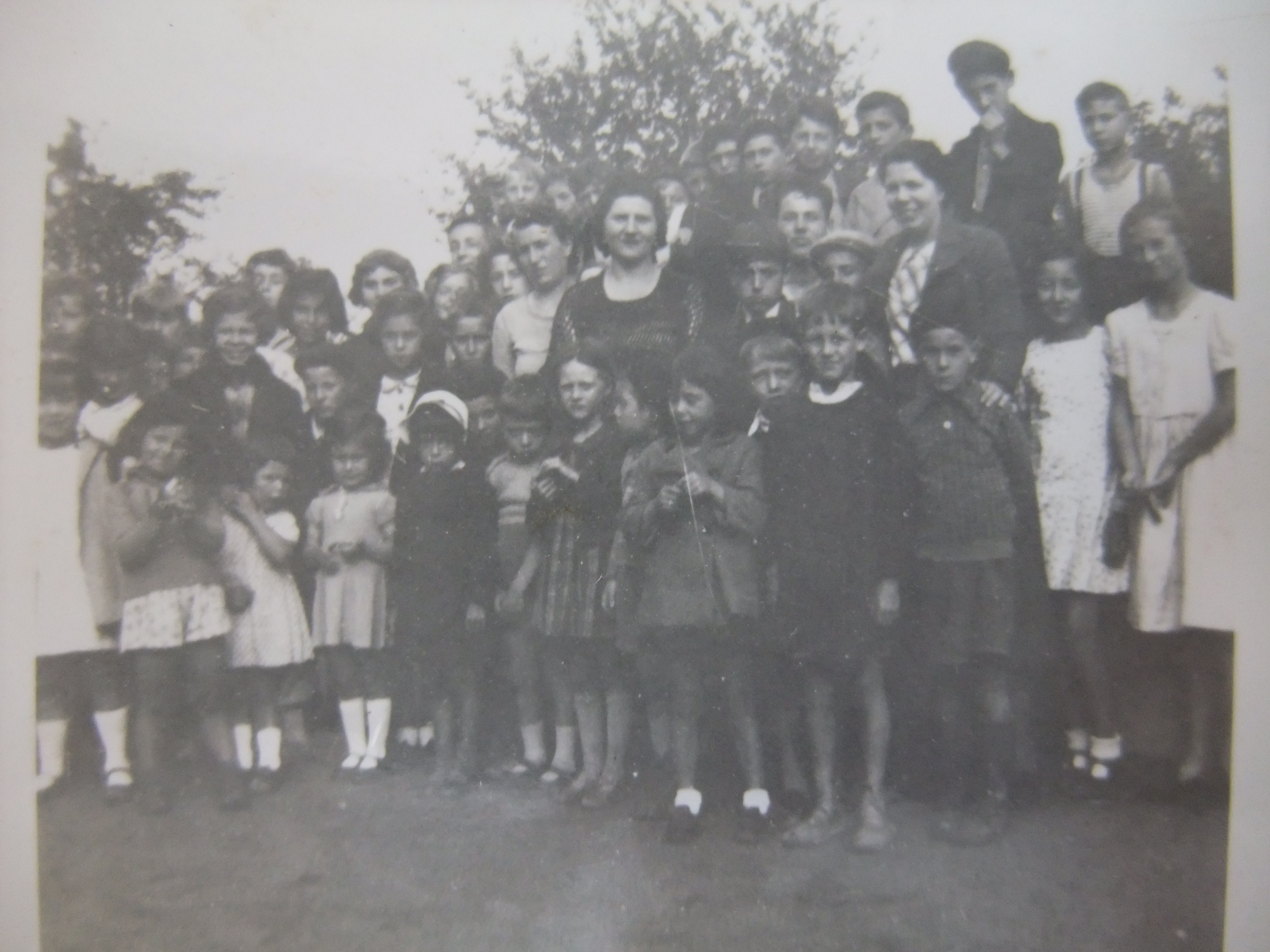
Saint-Cergues les Voirons, eine Gruppe von Kindern (August 1939)

Treibende Kraft bei der Entstehung einer Ferienkolonie für italienische Kinder war der Republikaner Giuseppe Chiostergi, der seit langem mit seiner Familie in Genf wohnte; er öffnete sein Haus durchreisenden Antifaschisten jeder Couleur und bot den Flüchtlingen, die sich für ein prekäres Leben in der Emigration und gegen Anpassung und Konformismus entschieden hatten, Schutz und Orientierung. Chiostergi verfügte über sehr viele Kontakte in Genf und im nahen Frankreich. Im Oktober 1928 wurde ein Komitee mit Vertretern zahlreicher italienischer Vereine und Firmen ins Leben gerufen und Geld gesammelt, um ein 8000 m² großes Grundstück in St. Cergues les Voirons zu erwerben. Das Dorf Saint-Cergues lag drei Kilometer von der Schweizer Grenze entfernt, gegenüber der Gemeinde Jussy im Kanton Genf. Darauf errichteten 625 Maurer und Handwerker, die meisten davon Anarchisten, in den folgenden Jahren, in ihrer Freizeit und ohne Entgelt, mit vereinter Kraft ein stattliches Kinderferienhaus.
Am 9. Juli 1933 wurde die colonia estiva antifascista di Saint Cergues les Voirons eingeweiht. Sie bot Platz für mindestens 100 Kinder.
In ihren ersten Jahren beherbergte die Kolonie in erster Linie vor allem die Söhne und Töchter von in der Region ansässigen italienischen Antifaschisten. Während des Spanischen Bürgerkriegs wurden auch erholungsbedürftige spanische Kinder aufgenommen. Die letzten Ferienkolonien unter italienischer Leitung fanden im Juli und August 1939 statt. Vereinzelt nahmen auch Kinder aus der Schweiz und aus Frankreich am Ferienlager teil.
Die italienischen diplomatischen und konsularischen Vertretungen in Frankreich verfolgten die Aktivitäten im antifaschistischen Emigrantenmilieu sehr aufmerksam. Dabei wurde die Ferienkolonie in Saint Cergues ebenfalls als Bedrohung der eigenen angestrebten ideologischen Vormachtstellung empfunden. So verlangte das italienische Konsulat in Chambéry im Jahre 1938, in einem Bericht ans Aussenministerium in Rom, die Schaffung zusätzlicher Ferienplätze in den regimekonformen Ferienkolonien.

## Das Ferienhaus unter Leitung von Germaine Hommel

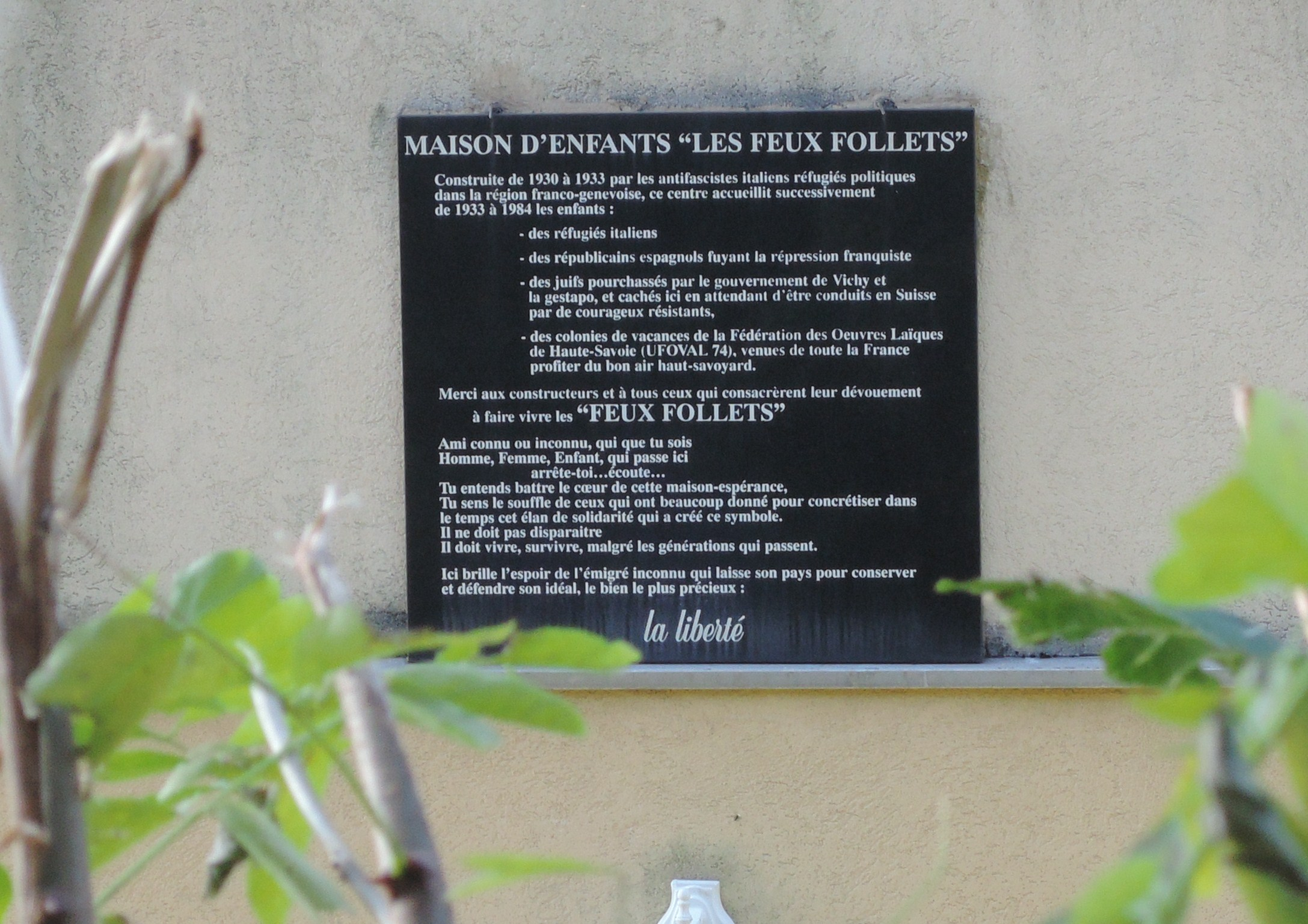
Ehemaliges Ferienheim in Saint-Cergues les Voirons, Gedenktafel (Oktober 2014)

Der Zweite Weltkrieg läutete das Ende der italienischen Ferienkolonie ein. Durch den Kriegseintritt Italiens und die Niederlage Frankreichs und die verschärfte Bedrohungslage für die antifaschistischen Emigranten war an eine Weiterführung nicht zu denken.
Im selben Jahr übernahm Germaine Hommel für die Schweizerische Arbeitsgemeinschaft für kriegsgeschädigte Kinder (SAK) (ab 1942 Kinderhilfe des Schweizerischen Roten Kreuzes) die Leitung der ehemaligen italienischen Kinderkolonie in Saint-Cergues-les-Voirons. Von nun an hieß das Haus „Les Feux follets“; es nahm meist jüdische Kinder auf. Im Zweiten Weltkrieg bekamen abgelegene Grenzdörfer eine wichtige strategische Bedeutung als Fluchtrouten für illegale Grenzübertritte. Germaine Hommel und ihre Stellvertreterin Renée Farny erklärten sich auf Anfrage von Rösli Näf bereit, Kinder im Heim zu verstecken und bei illegalen Grenzübertritten von Kindern (unter anderem von gefährdeten Jugendlichen aus der Kolonie Château de la Hille) und Erwachsenen in die Schweiz mitzuhelfen, um sie vor der Deportation in die Vernichtungslager zu retten.

## Gegenwart
Nach Kriegsende übernahm zunächst die UFOVAL – Union française des oeuvres de vacances laïques – das ehemalige Ferienhaus; später entstanden darin Wohnungen. Das Haus befindet sich am chemin de vers Bosson hoch über dem Dorf. Eine Gedenktafel erinnert an die Geschichte des Hauses.
Am 1. September 2018, 85 Jahre seit der Einweihung der ehemaligen colonie italienne  fand in Saint-Cergues in Anwesenheit des Bürgermeisters Gabriel Doublet und von Gemeindevertretern eine Gedenkfeier statt. In der Bibliothek wurde eine Ausstellung mit Originalaufnahmen des Kinderheims gezeigt. Am 12. Oktober 2019 wurde die Strasse chemin de vers Bosson in chemin des Justes umbenannt.
Die aufwendig gestaltete und reich bebilderte Publikation La Colonie italienne - Un passé très présent zeichnet die wechselvolle Geschichte des Gebäudes nach.